# ケイン・ホッダー
ケイン・ウォーレン・ホッダー（Kane Warren Hodder 1955年4月8日 - ）は、アメリカ合衆国・カリフォルニア州オーバーン出身の俳優、スタントマン。

## 概要
『13日の金曜日』後期シリーズの殺人鬼ジェイソン・ボーヒーズ役（第7〜10作目）で有名。同シリーズ以外では主にホラー映画に出演（兼スタント）する事が多く、スタントマンとしてはホラー映画をはじめ多くの有名なハリウッド映画で活躍している。
下唇の裏側に「KILL !」というタトゥーを入れている。
ポーカーのプレイヤーとしても知られる。

## 主な作品

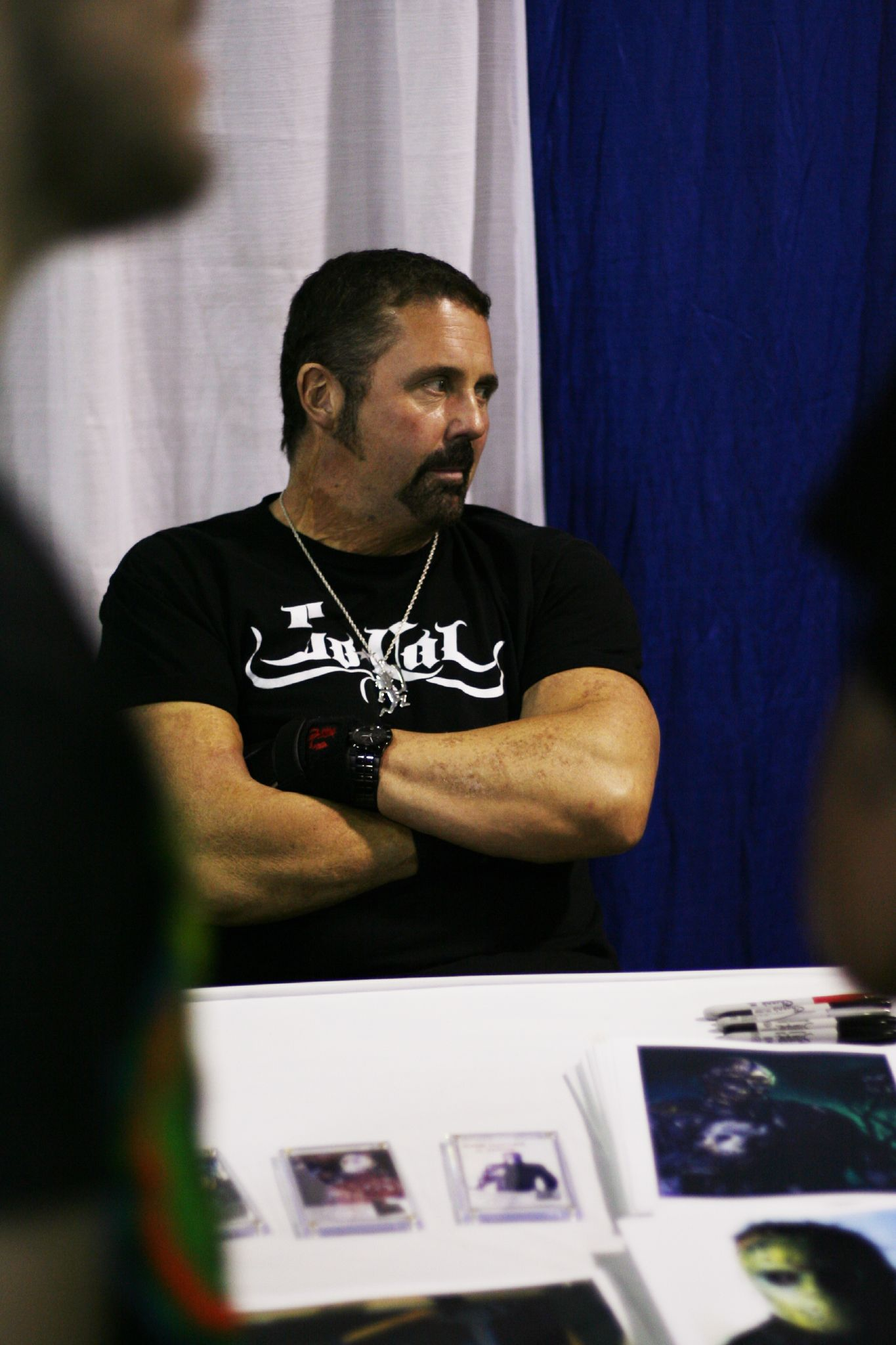
ケイン・ホッダー

### 出演
- アリゲーター Alligator (1981) クレジットなし
- テキサスSWAT Lone Wolf McQuade (1983) クレジットなし ※
- SF/攻防都市 City Limits (1984) 劇場未公開
- プリズン Prison (1988) ※
- 13日の金曜日PART7 新しい恐怖 Friday the 13th Part VII : The New Blood (1988) ※
- 13日の金曜日PART8 ジェイソンN.Y.へ Friday the 13th Part VIII : Jason Takes Manhattan (1989) ※
- ベスト・オブ・ザ・ベスト Best of the Best (1989)
- アリゲーター2 Alligator II: The Mutation (1991) 劇場未公開
- アウト・フォー・ジャスティス Out for Justice (1991) クレジットなし ※
- 沈黙の戦艦 Under Siege (1992) クレジットなし ※
- ガバリン3 House IV (1992) ※
- ベスト・オブ・ザ・ベスト2 Best of the Best 2 (1993)
- 13日の金曜日 ジェイソンの命日 Jason Goes to Hell : The Final Friday (1993) ※
- パパと呼ばれて大迷惑!?  Fatherhood (1993) 劇場未公開 ※
- ブリスコ・カウンティ Jr./秘球の伝説 The Adventures of Brisco County Jr. (1993)
- パンプキン・ヘッド2 Pumpkinhead II: Blood Wings (1994) 劇場未公開
- ダーティ・シェイム A Low Down Dirty Shame (1994) クレジットなし ※
- ラスト・フロンティア/失われた聖地 Steel Frontier (1994) テレビ映画
- フェア・ゲーム Fair Game (1995) ※
- ベスト・オブ・ザ・ベスト3  Best of the Best 3: No Turning Back (1995) ※
- ウェス・クレイヴンズ ウィッシュマスター Wishmaster (1995) ※
- D.N.A.IV  Watchers Reborn (1998) 劇場未公開
- ジェイソンX 13日の金曜日 Jason X (2002)
- デアデビル Daredevil (2003) クレジットなし ※
- ダークウルフ Darkwolf (2003) 劇場未公開
- クール・ボーダーズ Grind (2003) クレジットなし
- モンスター Monster (2003) ※
- デビルズ・リジェクト マーダー・ライド・ショー2 The Devil's Rejects (2005) クレジットなし ※
- 2001人の狂宴 2001 Maniacs (2005) 劇場未公開
- ゾンビ・ナース Room 6 (2006) 劇場未公開
- ビハインド・ザ・マスク Behind the Mask: The Rise of Leslie Vernon (2006) 劇場未公開
- HATCHET/ハチェット Hatchet (2006) 劇場未公開 ※
- エド・ゲイン Ed Gein: The Butcher of Plainfield (2007) オリジナルビデオ、エド・ゲイン役
- HACK! -ハック!- 切り刻む Hack! (2007) 劇場未公開 ※
- フローズン Frozen (2010)
- ハチェット アフターデイズ Hatchet II (2010) 劇場未公開 ※
- ヴィクター・クロウリー/史上最凶の怪人 Victor Crowley (2017) 劇場未公開 ※

※はスタント兼務。

### スタント
- サランドラII The Hills Have Eyes Part II (1985)
- ガバリン House (1986)
- ワックス・ワーク Waxwork (1988)
- ザ・デプス DeepStar Six (1989)
- 悪魔のいけにえ3 レザーフェイス逆襲 Leatherface: The Texas Chainsaw Massacre III (1990)
- ラスト・ボーイスカウト The Last Boy Scout (1991)
- ワックスワーク2/ 失われた時空 Waxwork II: Lost in Time (1992)
- リーサル・ウェポン3 Lethal Weapon 3 (1992)
- デモリションマン Demolition Man (1994)
- 理由 Just Cause (1995)
- バットマン フォーエヴァー Batman Forever (1995)
- フォー・ルームス Four Rooms (1995)
- セブン Se7en (1995)
- ザ・ファン The Fan (1996)
- スポーン Spawn (1997)
- 沈黙の断崖 Fire Down Below (1997)
- クロスゲージ Most Wanted (1997)
- エネミー・オブ・アメリカ Enemy of the State (1998)
- 60セカンズ Gone in 60 Seconds (2000)
- オー!マイ・ゴースト Ghost Town (2008)